# Safia lydia
Safia lydia là một loài bướm đêm trong họ Noctuidae.